# Сезон
Сезоните (пролет, лято, есен, зима) са установени отдавна деления на годината на периоди в съответствие с видимото движение на Слънцето по звездното небе и сезонните изменения в природата. Смяната на годишните времена (сезоните) е вследствие на това, че оста на въртенето на Земята е наклонена към плоскостта на земната орбита (еклиптиката) под ъгъл от 23.5 градуса. При движението на Земята около Слънцето оста се премества почти строго паралелно на самата себе си и поради това през цялата година се оказва наклонена по направление на Слънцето, ту със северния, ту с южния си край, които краища съответстват на полюсите на Земята. При това преместване Слънцето силно нагрява и осветява ту Северното, ту Южното полукълбо на Земята, вследствие на което лятото в Северното полукълбо съвпада със зимата в Южното и обратно.
Началото на всеки сезон в астрономията се определя от видимото движение на Слънцето по небесната сфера. За начало на пролетта в Северното полукълбо се счита моментът, когато центърът на Слънцето, движейки се по еклиптиката и преминавайки от Южното полукълбо в Северното (на 20 или 21 март), пресича небесния екватор в пролетната равноденствена точка. В това време по цялата Земя (освен района на полюсите) денят е равен на нощта, на екватора Слънцето преминава на пладне през зенита си, започва да изгрява на Северния полюс и залязва под хоризонта на Южния полюс.
В момента на началото на лятото в Северното полукълбо (21 или 22 юни) Слънцето преминава през най-северната тока на еклиптиката (токата на лятното слънцестоене). В Северното полукълбо на Земята по това време е най-дългият ден, а в Южното – най-дългата нощ. В този ден Слънцето преминава на пладне през зенита си над Северната тропична окръжност, докосва в полунощ хоризонта на Северната полярна окръжност, но не залязва и не изгрява на юг от Южната полярна окръжност.
В момента на началото на есента в Северното полукълбо (23 септември) Слънцето вторично пресича екватора (в токата на есенното равноденствие) и преминава от Северното полукълбо в Южното. По това време навсякъде по Земята денят отново е равен на нощта. На земния екватор Слънцето на пладне преминава през своя зенит, скрива се под хоризонта на Северния полюс и се появява на Южния.
Зимата в Северното полукълбо започва (21 или 22 декември), когато Слънцето преминава през най-южната точка на еклиптиката (точката на зимното слънцестоене). В Северното полукълбо на Земята в това време е най-късият ден, а в Южното – най-късата нощ. В този ден Слънцето преминава на пладне през зенита си над Южната тропична окръжност, на Северната полярна окръжност въобще не изгрява, а на Южната полярна окръжност не залязва и само докосва хоризонта в полунощ. Северно от Северната полярна окръжност започва непрекъсната полярна нощ, а южно от Южната полярна окръжност – непрекъснат полярен ден.
Елипсовидната форма на земната орбита обуславя неравномерното движение на Земята около Слънцето, поради което сезоните имат различна продължителност. Земята е най-близо до Слънцето в началото на януари, когато тя преминава през своя перихелий, и тогава нейното движение е най-бързо. Поради това зимата в Северното полукълбо има най-малка, а лятото – най-голяма продължителност от всичките четири сезона. Понастоящем в Северното полукълбо пролетта продължава приблизително 92,8 денонощия, лятото – 93,6, есента – 89,8 и зимата – 89,0 денонощия, които събрани общо съставляват 365,2422 денонощия (т.н. тропическа година). Различието между най-голямото и най-малкото разстояние между Земята и Слънцето при движението ѝ по своята орбита е сравнително малко, вследствие на което изменението на количеството слънчева топлина, получавана от Земята, практически не оказва влияние върху на съответните сезони в Северното и Южното полукълбо.